# Dicksonia davallioides
Dicksonia davallioides là một loài dương xỉ trong họ Dicksoniaceae. Loài này được R.Br. mô tả khoa học đầu tiên năm 1810.
Danh pháp khoa học của loài này chưa được làm sáng tỏ. 